# Artemisina indica
Artemisina indica är en svampdjursart som först beskrevs av Thomas 1974.  Artemisina indica ingår i släktet Artemisina och familjen Microcionidae. Inga underarter finns listade i Catalogue of Life.